# Amedée Visart de Bocarmé

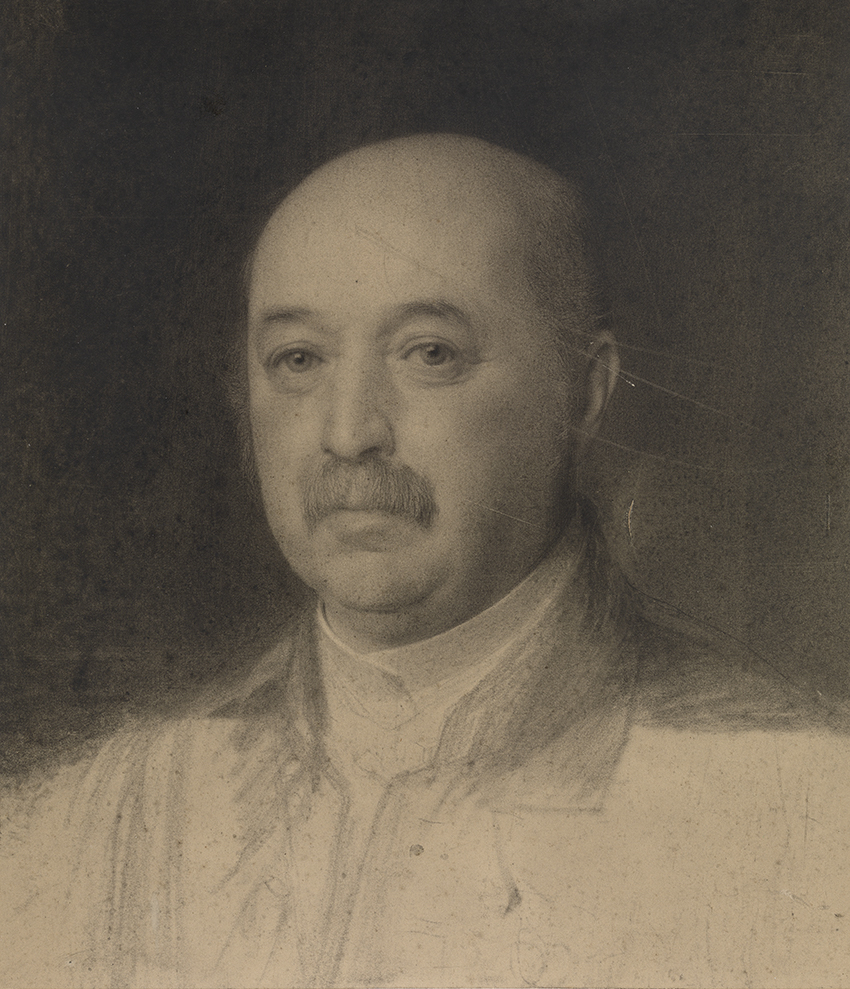
Portret van burgemeester Amédée Visart de Bocarmé, Groeningemuseum.

Amedée Charles Louis Visart de Bocarmé  (Sint-Kruis, 4 november 1835 - Brugge, 29 mei 1924) was volksvertegenwoordiger, burgemeester van Brugge en bosbouwer.

## Familie
Jonkheer Amedée Visart behoorde tot een oude adellijke familie uit de streek van Doornik. In 1743 had Louis-François Visart de adellijke erkenning en een titel van graaf verkregen. Hoewel al verschillende grafelijke titels in de familie voorkwamen, was het pas in 1886 dat aan Amedée Visart deze titel (overdraagbaar bij eerstgeboorte) werd verleend.
Hij was de zoon van graaf Marie Jean Joseph Visart de Bocarmé (1794-1855), burgemeester van Sint-Kruis en hoofdman van de Gilde van Sint-Sebastiaan in Brugge. Hij werd geboren op het familiekasteel Rooigem, dat hij zijn leven lang als buitenverblijf zou behouden en dat tot in de jaren 1980 aan zijn nakomelingen bleef behoren. Visart huwde in 1864 met Emilie Faignart (1838-1875) en in 1884 met Nathalie van den Steen de Jehay (1852-1919). Uit het eerste huwelijk sproten Etienne Visart de Bocarmé, Albert Visart de Bocarmé en Valentine Visart de Bocarmé (1867-1947).

## Loopbaan

### Parlementslid
Visart werd een eerste maal tot volksvertegenwoordiger verkozen bij een tussentijdse verkiezing op 12 januari 1864, maar bij vervroegde algemene verkiezingen op 11 augustus van dat jaar werd hij niet herverkozen. Op 9 juni 1868 werd hij echter opnieuw verkozen, nadien telkens herverkozen, en zetelde tot en met 25 november 1923. Hierdoor werd hij tot op vandaag, met bijna 56 jaar zitting, de absolute recordhouder van aanwezigheid in het Belgisch parlement.
Tijdens deze lange periode speelde hij geen hoofdrol en kwam zelden tussen in de publieke debatten. In grote controverses, zoals in de schoolstrijd, speelde hij eerder een matigende rol. Hij schreef wel in het begin van zijn loopbaan een meer militant werkje onder de titel: Considérations sur les dangers qui menacent l'enseignement religieux en Belgique (1865). Zijn voornaamste parlementaire activiteit bestond erin op te treden als pleitbezorger voor de Brugse belangen.
Tegen het einde van zijn leven was hij voorzitter van de Kamercommissie Openbare Werken. Zijn prestige was zo groot dat, toen hij zich nog moeilijk kon verplaatsen, de leden van deze Commissie naar Brugge spoorden om er onder zijn voorzitterschap te beraadslagen. In 1920 was hij ook de indiener van het belangrijk wetsvoorstel over de hervorming van de Openbare Weldadigheid.

### Burgemeester van Brugge

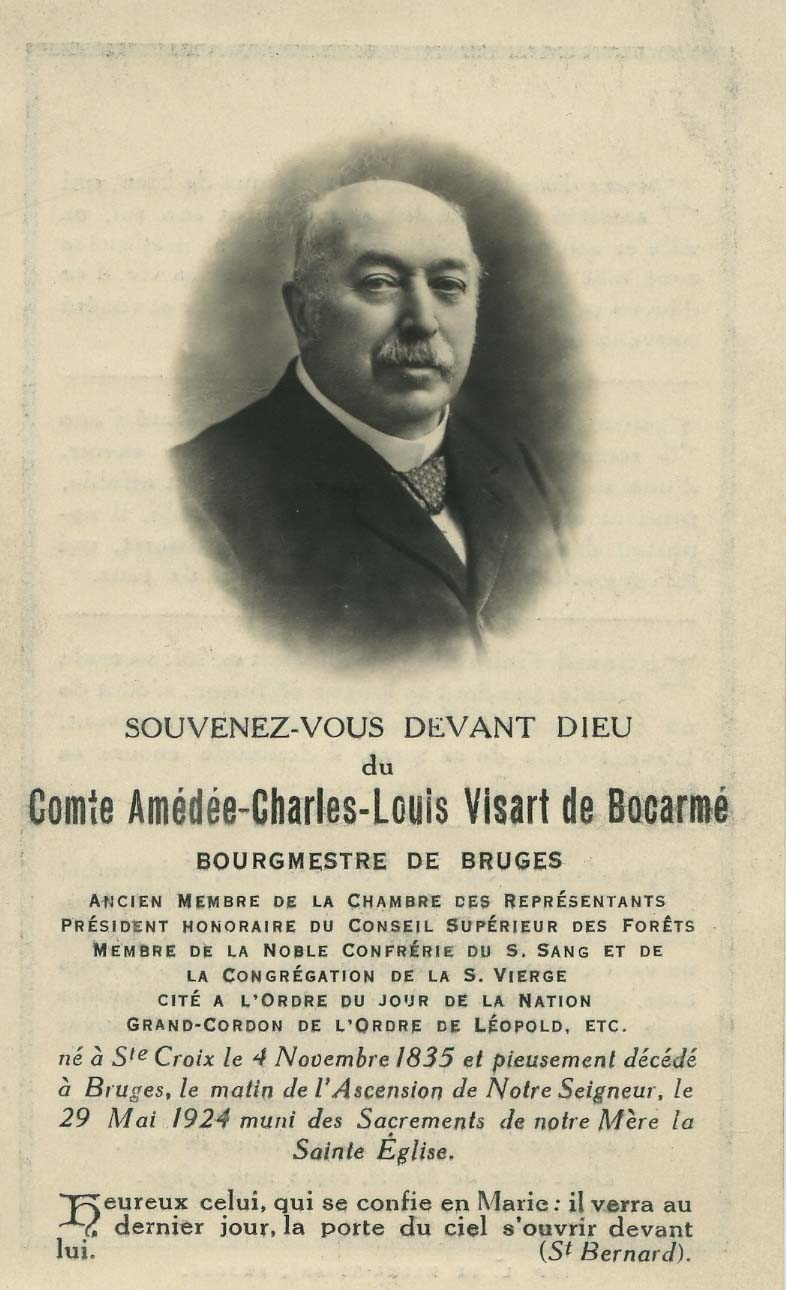
Bidprentje voor Amedée Visart de Bocarmé

In 1875 werd Visart tot raadslid van de stad Brugge verkozen, in een periode dat het liberaal bestuur van Jules Boyaval lood in de vleugels had. De katholieke partij behaalde bij de verkiezing de volstrekte meerderheid (ze zou die honderd jaar lang behouden) en Visart werd op 18 februari 1876 tot burgemeester benoemd. Ook dit ambt zou hij tot aan zijn dood uitoefenen. De uitzonderlijke duur van zijn burgemeesterschap en de belangrijke initiatieven die hij nam, maken van hem onbetwistbaar de grootste Brugse burgemeester van de voorbije tweehonderd jaar.
In de eerste plaats was Visart, samen met baron Auguste de Maere-Limnander, de grote voortrekker bij het tot stand komen van de nieuwe haven van Brugge-Zeebrugge. Hij schreef onder meer, zowel in het Nederlands als in het Frans: Een zeehaven in diep water op de Belgische kust (1883). Was de Maere de man van de visionaire ideeën, dan was Visart vooral degene die de politieke bakens verzette en op alle niveaus (koning, regering, parlement, bedrijfsleven, actiegroepen) de bouw van de haven bepleitte. Een strijd die in 1895 werd gewonnen en in 1907 leidde tot de plechtige inhuldiging van de nieuwe haven. Ook voor de werkverschaffing was hij actief en hij speelde onder meer een rol bij de uitbouw van het Brugse metaalbedrijf La Brugeoise (tegenwoordig Bombardier).
Visart maakte anderzijds van de verfraaiing van de stad een van zijn belangrijkste actiepunten. Hierin gesteund door zijn schepen Alfred Ronse begon hij aan een politiek van lange adem om het gebouwenpatrimonium van de stad te restaureren en te valoriseren. Privépersonen die hieraan hun medewerking gaven, werden bij restauratie ondersteund door gemeentelijke toelagen. In volle opmars van de neogotische beweging werd ook veel aandacht besteed aan de nieuwbouw, die bij voorkeur in deze stijlrichting werd aangemoedigd. Dit ging gepaard met het promoveren van Brugge als kunststad en als toeristische stad en ook hiervoor was Visart een stuwende kracht. Voor de aanleg van nieuwe wijken ten Noorden van de binnenstad deed hij, na aandringen van Koning Leopold II, beroep op de Duitse urbanist Hermann-Josef Stübben.
Een tweede verfraaiingselement was het groen. De aanleg als groene wandelzone van de vestingen rondom Brugge, begonnen onder zijn voorganger, werd door Visart voortgezet en voltooid. Een eigen gemeentelijke groendienst kwam tot stand. Visart was een deskundige op het gebied van bomen en bossen en was vele jaren voorzitter van de Belgische Bosbouwvereniging. Hij was ook voorzitter van de toezichtsraad van de openbare tuinen in Brussel. In de Ardennen beschikte hij over uitgestrekte proefvelden waar hij experimenteerde met boomsoorten en planten, vaak uit Amerika afkomstig. (Hij bouwde trouwens ook een kasteel als buitenverblijf in Durbuy.) Dit bracht er hem toe, toen een uitzonderlijke regeringstoelage werd verleend van 1 miljoen goudfrank aan de Brugse Commissie voor Armenzorg, dit geld te doen aanwenden voor de aankoop van circa 3500 ha grond in de Ardennen, waarop opbrengstbossen werden geplant, die tot vandaag een regelmatig inkomen verschaffen aan het Brugse Openbaar Centrum voor Maatschappelijk Welzijn.
Tot aan de Eerste Wereldoorlog bestuurde Visart een stad die zich van arme provinciestad stelselmatig ontwikkelde tot een cultureel, intellectueel en ook commercieel gewestelijk centrum. Heel wat nieuwe gebouwen gaven hieraan uitdrukking (nieuw station op 't Zand, staatsnormaalschool, postgebouw en provinciehuis op de Markt, ziekenhuis bij het Minnewater enz.). Het was ook de tijd van de grote herdenkingen, met standbeelden die werden opgericht voor Memling, Van Eyck, Breydel en De Coninck. In 1902 en in 1907 werden internationale tentoonstellingen gehouden, die een aanzienlijke impuls gaven aan de studie van en de waardering voor de Vlaamse Primitieven.
De zwarte bladzijde van de Eerste Wereldoorlog doorstond Visart moedig, zonder toegevingen aan de bezetter. Het waren moeilijke tijden waarbij hij herhaaldelijk en vergeefs pleitte voor het niet-uitvoeren van doodstraffen. Heel wat inspanningen werden op zijn initiatief genomen om aan de hulpbehoevende bevolking steun te verlenen.
De jaren die hem nog restten na de oorlog, waren er van wederopbouw, die - ook al vanwege zijn hoge leeftijd - wat hem betreft niet werden gekenmerkt door grote initiatieven. Wel paste hij het stadsbestuur aan de nieuwe tijden aan. Het stadsbestuur voerde een ongevallenverzekering in en trad regulerend op in verband met zondagsrust, ouderdomspensioenen en minimale uurlonen.
Hoewel hij zelf gebrekkig Nederlands sprak (eerder Brugs), was Visart een voorstander van de vernederlandsing van het openbaar leven, net zoals zijn broer Leon Visart de Bocarmé, die eveneens Belgisch parlementslid was. Hij schreef in 1919 een boekje onder de titel Het tweetalig België. Visart was ongetwijfeld de burgemeester van alle Bruggelingen. Vanwege zijn verdraagzaamheid en minzaamheid genoot hij een aanzienlijke populariteit.
Zijn portret door Flori Van Acker, geschilderd naar aanleiding van zijn vijfendertigjarig jubileum als burgemeester, hangt in het stadhuis. De stedelijke musea bezitten van hem ook een jonger portret, gemaakt door Eugène Jean Copman. Een door hem op de nieuwe wijk Kristus-Koning aangelegd openbaar park kreeg in 1929 de naam 'Graaf Visartpark'. In 1893 kreeg een beuk in het Zoniënwoud zijn naam. De statige woning van Visart in de binnenstad bevond zich in de Koeisteertstraat. Men weet niet of dit op zijn initiatief gebeurde, maar in 1900 kreeg de straat de deftigere naam van Pieter Pourbusstraat.

## Uitbergen
Gravin Nathalie-Charlotte van den Steen de Jehay (1852-1919), eigenares van het domein Uitbergen, trouwde met Amédée Visart, die hierdoor eigenaar van het domein en kasteel werd. Als voorzitter van de Belgische Bosbouwvereniging en als eigenaar van proefvelden in de Ardennen, waar hij experimenteerde met uit Amerika afkomstige boomsoorten en planten, gebruikte hij zijn kennis van bomen en bossen voor de heraanleg van het kasteeldomein van Uitbergen als dendrologisch landschapspark, dat tot op heden grote historische en botanische waarde heeft. Hij liet ook in 1898-1899 het kasteel aanpassen en uitbreiden met een neogotische kapel en een haakse vleugel midden aan de straatzijde, naar de plannen van architect Jozef De Bosscher (Heusden). Mevrouw Visart de Bocarmé volgde de bouwwerken nauwgezet op, zoals uit de correspondentie met de architect blijkt. Tezelfdertijd werd het interieur aan de nieuwe mode en comforteisen aangepast. De huiskapel werd volgens plan van 1906 nog verlengd met een koor.

## Archief
In 2014 werd een aanzienlijk deel van het familiearchief Visart de Bocarmé door graaf Etienne-Amédée Visart de Bocarmé aan het stadsarchief van Brugge geschonken. Een behoorlijk deel hiervan betreft burgemeester Visart.

## Publicaties
- Sur les dangers qui menacent l'enseignement religieux en Belgique (1865).
- Een zeehaven in diep water op de Belgische kust (1883).
- Het tweetalig België (1919).